# Sarah Wyss

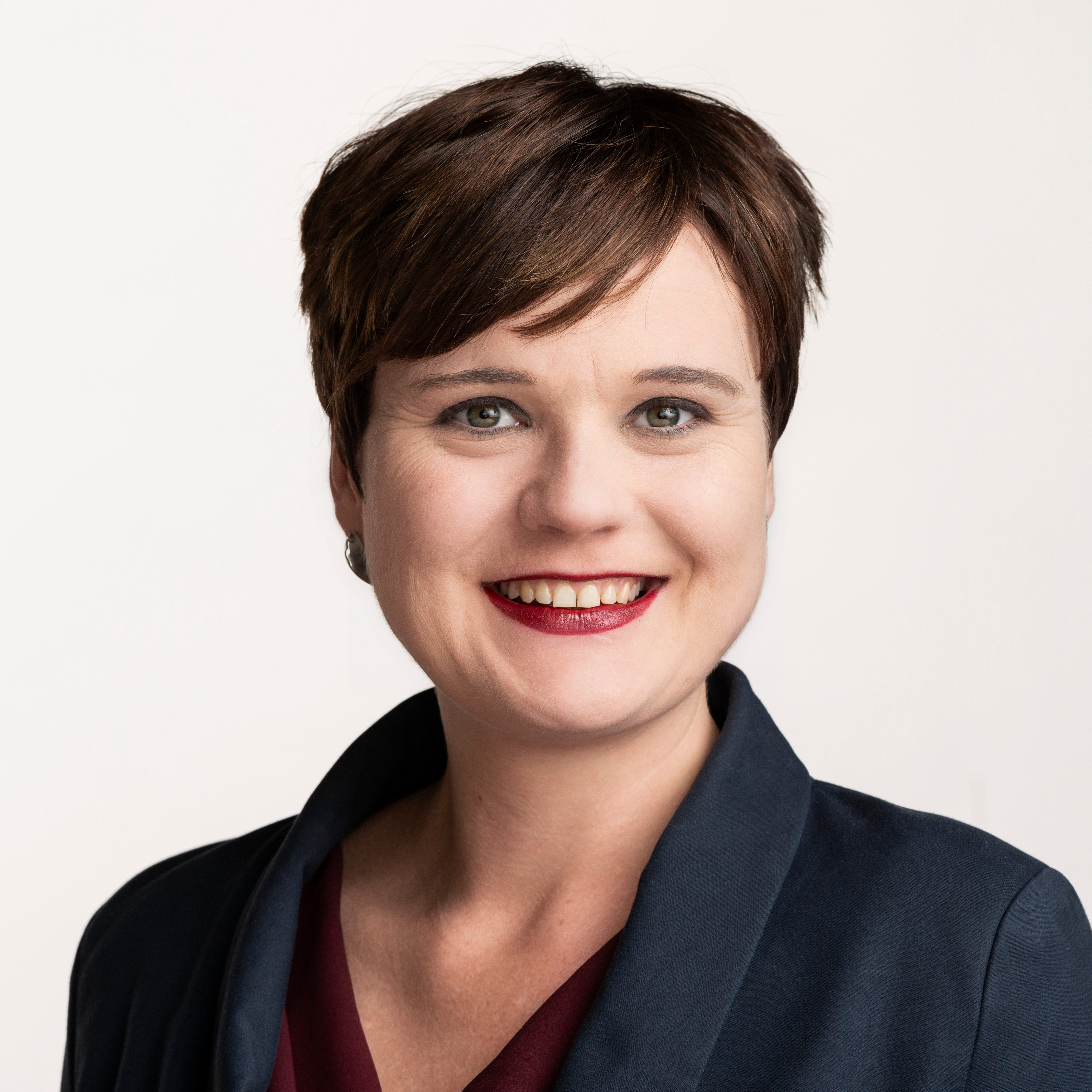
Sarah Wyss (2021)

Sarah Dominique Wyss (geboren am 3. August 1988 in Basel; heimatberechtigt ebenda) ist eine Schweizer Politikerin (SP). Sie war Grossrätin des Kantons Basel-Stadt und ist seit 2020 Nationalrätin.

## Leben
Sarah Wyss ist in Basel und Münchenstein aufgewachsen. Die schweizerisch-französische Doppelbürgerin machte eine französischsprachige Matura am Lycée cantonal de Porrentruy im Kanton Jura. Danach studierte sie an der Universität Basel Wirtschaftswissenschaften und Geschichte und schloss 2014 mit dem Bachelor ab. 2015 schloss sie ebenfalls an der Universität Basel ein Masterstudium in European Studies ab. 2016 bis 2021 war sie beruflich Geschäftsführerin der Stiftung Selbsthilfe Schweiz. Nebst dem Nationalratsmandat war sie vom Oktober 2021 bis Ende 2024 im Management der Universitären Psychiatrischen Dienste Bern (UPD) leitend tätig. Heute arbeitet sie als selbstständige Beraterin im Bereich des Gesundheits- und Sozialwesens.
Sarah Wyss lebt in Basel und hat einen Sohn (* 2024).
Ausserdem ist sie Präsidentin der Europäischen Bewegung Schweiz, Sektion Basel (seit 2022), Stiftungsrätin von Spitex Basel (seit 2024), Verwaltungsrätin der Wohnbaugenossenschaft Nordwest (seit 2012) und Vorstandsmitglied des Strassenmagazins Surprise (seit 2021). Von 2021 bis 2023 war Sarah Wyss Präsidentin der Zollgewerkschaft garanto.
Wyss war von 2009 bis 2013 Präsidentin der Juso Basel-Stadt. Seit 2010 ist sie Mitglied des Parteivorstands der SP Basel-Stadt. 2013 bis 2021 war sie Mitglied des Grossen Rates. Sie war Mitglied der Finanzkommission und von 2017 bis 2020 Präsidentin der Gesundheits- und Sozialkommission. Gemeinsam mit Alexandra Dill war sie von 2015 bis 2019 Vizepräsidentin der SP-Grossratsfraktion. Von 2014 bis 2017 war sie zudem Mitglied des Bürgergemeinderates Basel. Nach dem Rücktritt von Beat Jans infolge seiner Wahl in den Regierungsrat des Kantons Basel-Stadt rückte sie im Dezember 2020 in den Nationalrat nach.
Bei den Wahlen 2023 wurde sie bestätigt. Seit ihrem Einzug in den Nationalrat ist Sarah Wyss Mitglied der Finanzkommission, 2023 bis 2025 deren Präsidentin; seit 2023 gehört sie zudem der Kommission für soziale Sicherheit und Gesundheit an. Zudem ist sie Vorstandsmitglied der Bundeshausfraktion.